# Zosterops aldabrensis
El anteojitos de Aldabra (Zosterops aldabrensis) es una especie de ave paseriforme de la familia Zosteropidae, endémica del atolón de Aldabra en el océano Índico.

## Taxonomía
La especie fue descrita científicamente por el ornitólogo estadounidense Robert Ridgway en 1894. Anteriormente era tratada como subespecie del anteojitos malgache, pero en base al resultado de un estudio de filogenética molecular publicado en 2014, en la actualidad se considera como especie separada.